# La gran aventura de los Lunnis y el libro mágico
La gran aventura de los Lunnis y el libro mágico, conocida como El Ratón Pérez y los guardianes del libro mágico en Hispanoamérica, es una película coproducción de España y Argentina filmada en colores dirigida por Juan Pablo Buscarini sobre el guion de Gorka Magallón, Daniel García Rodríguez y Álvaro Ron basado en la historia de los dos primeros y Diego López Álvarez. Se estrenó en España el 18 de enero de 2019 y tuvo como actores principales a Carla Chiorazzo, Bruno Oro y Lucrecia.
La película cuenta con los protagonistas del programa de televisión español Los Lunnis, siendo su primera película lanzada en cines, y con la versión del ratoncito Pérez de la película de 2006 protagonizada por el personaje.

## Sinopsis
Mar, una niña de 8 años experta en cuentos y leyendas, deja de creer en ello después de que en la escuela se burlaran de ella por creer en la existencia de dragones. Por ello, sus amigos los Lunnis (Lupita, Lublú, Lucho, y Lulila) la llevan a través de un libro mágico al mundo donde conviven todos los personajes de cuento con tal de que vuelva a creer en ellos. En el camino, tratan de salvar ese mundo de imaginación y fantasía de Crudo, un hombre malvado sin imaginación que pretende destruirlo. Mar y sus amigos, en su intento de detenerlo, atravesarán los cuentos más populares y se encontrarán con variados personajes de los mismos, tales como Alicia, Pinocho, Merlín, o el Ratoncito Pérez, este último siendo a quien Crudo culpa de carecer de imaginación, pues dejó de creer en cuentos y leyendas cuando de niño no le dejó una moneda a cambio de su diente.

## Reparto
Intervinieron en el filme los siguientes intérpretes:
- Carla Chiorazzo ... Mar
- Bruno Oro ... Narciso Crudo
- Lucrecia ... Lucrecia
- Ingrid Domingo	...	Lucho
- David Llamas-Pye	...	Lublú
- Cristina Camisón...	Lupita
- Lores Marcó	...	Lulila
- Ramón Barea	...	Abuelo Mar
- Pablo Carbonell	...	Merlín
- César Camino	...	Pinocho
- Clara Alonso	...	Alicia
- David Fernández	...	Espantapájaros
- Nacho García	...	Hombre de hojalata
- Javier Losán	...	León cobarde
- Tomás Pozzi	...	Mago de Oz
- Enrique Martínez	...	Flautista de Hamelín
- Rodrigo Poisón	...	Guardia Camelot
- Mikel Albisu	...	Senescal Camelot
- Sebastián Blanco	...	Arturo
- Josep Maria Riera	...	Supervisor
- Esperanza de la Encarnación	...	Profesora
- Alex Losada	...	Facundo
- Marcos Cimas	...	Alumno
- Mario Alberto Díez	...	Empleado
- Adrián López	...	Phileas Fogg
- Karlos Klaumannsmoller	...	Passpartout
- Natalia Ruiz	...	Bruja
- Raquel Nieto	...	Bruja
- Daniel Nieto	...	Crudo Niño
- Hipólito García	...	Don Quijote
- Alba Bersabe	...	Alumna
- Joan Bentallé	...	Lublú (voz)
- Rosa Pou	...	Lupita (voz)
- Juan Amador	...	Ratoncito Pérez (voz)
- Nuria Mediavilla	...	Dragona (voz)
- Daniel Arribas	...	Forzudo
- Javier Cortés	...	Forzudo

## Críticas
Fernando Álvarez en Clarín opinó:

” … combina acción real, muñecos similares a Los Muppets y animación digital, en un universo de colores destinado a niños de muy corta edad…el relato conjuga cuadros de baile (en un fábrica oscura y mecanizada) con canciones, entre ambientes cotidianos (en el colegio cohabitan humanos y muñecos en un claro mensaje de igualdad e inclusión) y también en los mundos mágicos que surcan desde el cielo. Como si faltaran criaturas, también hay un dragón en esta ensalada de universos fantásticos que cuenta con correctos rubros técnicos (hay fluidez entre los diferentes registros), pero sobrevuela su tono mágico y didáctico a escasa altura.”

Javier Ocaña en El País escribió:

”Buscarini…ha compuesto una película solo apta para los más pequeños, en la que los mayores acompañantes difícilmente sacarán algo en claro salvo ver cómo reaccionan sus hijos. Sin embargo, y a pesar de que los interiores están más logrados que los exteriores, con bosques, cielos y naturaleza recreada algo cursis, el conjunto está dotado de una cierta dignidad…el guion acude de un modo poco original y arriesgado a historias irreprochables... Pero en las secuencias de colegio es bonito ver interactuar a críos y marionetas (los ya clásicos Lucho, Lupita y compañía) sin que nadie tenga que dar explicaciones sobre ello, como una bonita metáfora de la igualdad. Y, sobre todo, los bailes y las canciones, algunas de gente tan asentada como Gille Milkyway, desprenden un tono desinhibido no exento de cierta elegancia. Eso sí, la película es un producto inequívoco de este tiempo de delicadeza y corrección, incluida la redención final del villano.